# Кульганек, Якуб
Якуб Кульганек (чеш. Jakub Kulhánek; род. 30 июня 1984, Мельник, Среднечешский край, Чехословакия) — чешский политик и государственный деятель, с 21 апреля по 17 декабря 2021 года — министр иностранных дел Чехии во втором правительстве Андрея Бабиша. С февраля до ноября 2014 года занимал должность заместителя министра обороны Чехии, с 2014 до 2016 года был заместителем министра иностранных дел, а с июня 2018 года до апреля 2021 года был заместителем министра внутренних дел Чехии. Член Чешской социал-демократической партии.

## Биография
В 2004 году получил среднее образование в Гимназии над Штолоу в Праге. В 2008 году получил степень бакалавра международных отношений на факультете социальных наук Карлова университета. Закончил учебу, защитив бакалаврскую диссертацию из Приднестровья. Он также получил степень магистра в Джорджтаунском университете в Вашингтоне, где изучал Россию.
С 2008 по 2011 год был аналитиком неправительственной некоммерческой организации «Ассоциация по международным отношениям», с июня 2013 года до марта 2015 года он был членом Совета директоров АМО. Он также работал научным сотрудником в Центре анализа европейской политики. Как аналитик он сосредоточился на постсоветском регионе, в частности изучал отношения России с НАТО и с ЕС и российские отношения с отдельными постсоветскими государствами.
Якуб Кулганек проживает в городе Мельник, в том же, в котором родился.

## Политическая карьера
С 2013 до 2017 года работал парламентским советником тогдашнего спикера Палаты депутатов парламента Чехии Яна Гамачека, а с февраля до ноября 2014 года был заместителем министра обороны Чехии Мартина Стропницкого. Он также был советником премьер-министра Богуслава Соботки.
С ноября 2014 года был заместителем министра иностранных дел Чехии Любомира Заоралека, ответственным за политику безопасности и многосторонние отношения. Ему пришлось оставить министерство в мае 2016 года из-за того, что он не прошел процедуру отбора, во время которой должен был доказать, что является достаточно компетентным для занятия должности, согласно Закону о государственной службе. Кроме того, его увольнение сопровождалось сомнениями в результатах его экзамену по русскому языку (должность, которую он занимал, требовала знание как минимум двух иностранных языков). Вместо того, чтобы бесплатно сдать этот экзамен в Чернинском дворце, он полетел в Киев. Поэтому результаты этого экзамена ставились под сомнение.
После оставления им Министерства иностранных дел, он работал внешним консультантом в китайской компании «CEFC Europe», где, по его собственным словам, он занимался анализом инвестиционных проектов и регуляторной среды в ЕС. В июне 2018 года он стал политическим заместителем министра внутренних дел Чехии Яна Гамачека.

### Кандидатура на выборах
На выборах в Европарламент 2019 года он баллотировался от Чешской социал-демократической партии, однако ему не хватило голосов, чтобы стать членом Европарламента. На региональных выборах 2020 года он баллотировался от ЧСДП в Краевой рады Среднечешского края, однако и там ему не удалось победить.

### Министр иностранных дел Чешской Республики
После увольнения министра иностранных дел Чехии Томаша Петржичека в апреле 2021 года и отклонения кандидатуры Любомира Заоралека на эту должность, ЧСДП выдвинула его на пост министра иностранных дел Чешской Республики. 15 апреля 2021 года он встретился с президентом Чехии Милошем Земаном, который 21 апреля 2021 года назначил его министром.